# Brian Shima
Brian Shima va néixer el 22 de desembre de l'any 1981 a San Diego.
Brian és un patinador professional que va aconseguir la fama gràcies a tenir un estil únic i a guanyar moltes competicions. Brian és el fundador de moltes de les marques que, actualment, són les més importants. Aquest fet li permet viure del patinatge agressiu.
Brian en els seus inicis estava patrocinat per marques com USD i Razors, però actualment ja no en té, ja que té les seves pròpies marques com Groundcontrol, Nimh i Shima manufacturing.
També és un dels fundadors de la World Rolling Series, els campionats més importants del món.

## Informació personal
- Alies: "Shima"
- Data de naixement : 22 de desembre del 1981.
- Nascut a: San Diego, CA.
- Resideix: San Diego, CA.
- Pes: 69 quilograms
- Altura: 170 cm.
- Patrocinadors: Groundcontrol, Nimh, Vibralux, 4x4 i vicious.
- Aficions: Pescar, beure cafè, fumar i tocar la guitarra.
- Skatepark favorit: Nuvo park.
- Truc favorit: Backside Royal.
- Patinadors favorits: Chris haffey, Dustin latimer, Jon Elliott.

## Carrera professional
- 1994 Sea Other Classic - Monteray, CA - 1r
- 2000 ASA Amateur Finals - Las Vegas, NV - 1r
- 2001 IMYTA #2 - Paris, France - 1r
- 2001 ASA Pro Tour - Anaheim, Califòrnia - 1r
- 2001 Eisenberg's Hoedown - Plano, Texas - 1r
- 2001 IMYTA #3 - Detroit, MI - 2n
- 2002 Gravity Games - 2n
- 2002 Superchick - Atlanta, GA 1r
- 2002 Eisenberg's Hoedown - Plano, Texas - 3r
- 2002 Eisenberg's Hoedown - Plano, Texas - 1r Millor truc
- 2002 IMYTA #8 - Montreal, Canadà - 1r
- 2003 RFCC Tour Contest (915 Skatepark) - Greensboro, NC - 2n
- 2003 RFCC Tour Contest (Vertigo Skatepark) - Boardman, OH - 1r
- 2003 Superchick - Atlanta, Georgia - 1r
- 2003 RFCC World Finals (Airborne Skatepark) - Detroit, MI - 1r
- 2004 - RFCC World Finals - Kona, FL - 2n
- 2004 Barn Burner - Renton, WA - 1r
- 2004 Eisenberg's Hoedown - Plano, Texas - 2n
- 2005 Fise Competition - Montpellier, Fraça - 1r
- 2005 LG Action Sports Tour - Cincinnati, Ohio - 1r
- 2005 LG Action Sports Tour - Múnic, Alemanya - 3r
- 2005 LG Action Sports Championship, Manchester, UK - 3r
- 2008 Bitter Cold Showdown - Columbus, Ohio - 4t
- 2009 Barn Burner - Renton, Washington - 1r
- 2009 Australian Rolling Open - Melbourne, Austràlia- 3r